# Un gioco senza età
Un gioco senza età, pubblicato nel 1972, è il nono album in studio della cantante italiana Ornella Vanoni.

## Descrizione
Nel disco Ornella incide cover dai repertori di diversi grandi nomi del pop internazionale, come i Genesis, i Bee Gees, Simon & Garfunkel, John Lennon. L'album contiene anche una delle canzoni più famose dell'artista, Domani è un altro giorno.
L'album raggiunge il quarto posto nella classifica dei più venduti in Italia.
Edito con copertina apribile, nella prima edizione laminata lucida.

## Tracce
1. Un gioco senza età (White Mountain) - 4:56 - (Claudio Rocchi - Genesis)
2. Natale ciao (First of May) - 3:24 - (Luciano Giacotto - Barry Gibb - Maurice Gibb - Robin Gibb)
3. Domani è un altro giorno (The Wonders You Perform) - 3:10 - (Giorgio Calabrese - Jerry Chesnut)
4. Il ponte (Bridge over Troubled Water) - 4:11 - (Alessandro Colombini - Paul Simon)
5. Io volevo diventare - 4:47 - (Gerardo Carmine Gargiulo - Claudio Rocchi)
6. Un uomo molte cose non le sa -  3:34 - (Alberto Salerno - Elio Isola)
7. Immagina che... (Imagine) - 4:27 - (Paolo Limiti -  Felice Piccarreda - John Lennon)
8. Acqua di settembre (Four Days in September) - 3:52 - (Mario Coppola - David Lewis)
9. Tempi duri (Disparada) - 3:08 - (Giorgio Calabrese - Geraldo Vandré - Théo de Barros)
10. La leggenda di Olaf -  4:56 - (Andrea Lo Vecchio - Roberto Vecchioni)

## Formazione

### Artista
- Ornella Vanoni - voce

### Arrangiamenti
- Tracce 1,3,4,6,9,10: arrangiamenti di Gianfranco Lombardi
- Tracce 2,5,7,8: arrangiamenti di Simon Luca e Franco Orlandini